# Bahnhof Hamburg-Othmarschen

Der Bahnhof Hamburg-Othmarschen ist ein denkmalgeschützter Bahnhof der Hamburger S-Bahn der Preisklasse 4 an der Altona-Blankeneser Eisenbahn.

## Lage und Aufbau
Der Bahnhof liegt am nördlichen Rand von Othmarschen und am südlichen von Groß Flottbek. Er ist in Dammlage erbaut und verfügt über eine eingleisige Abstellanlage, über die Züge kehren können. Die postalische Anschrift ist Statthalterplatz 4.
Der Bahnhof verfügt über zwei Ausgänge, erstens zur belebten Einkaufsstraße Waitzstraße sowie zweitens zur Reventlowstraße bzw. zum Statthalterplatz, wo sich eine Buskehre für den Busverkehr befindet. Dort verkehren die Metrobuslinien 1 und 15, die Stadtbuslinien 115, 186 und 284 sowie die Nachtbuslinie 601.

## Ausstattungsmerkmale

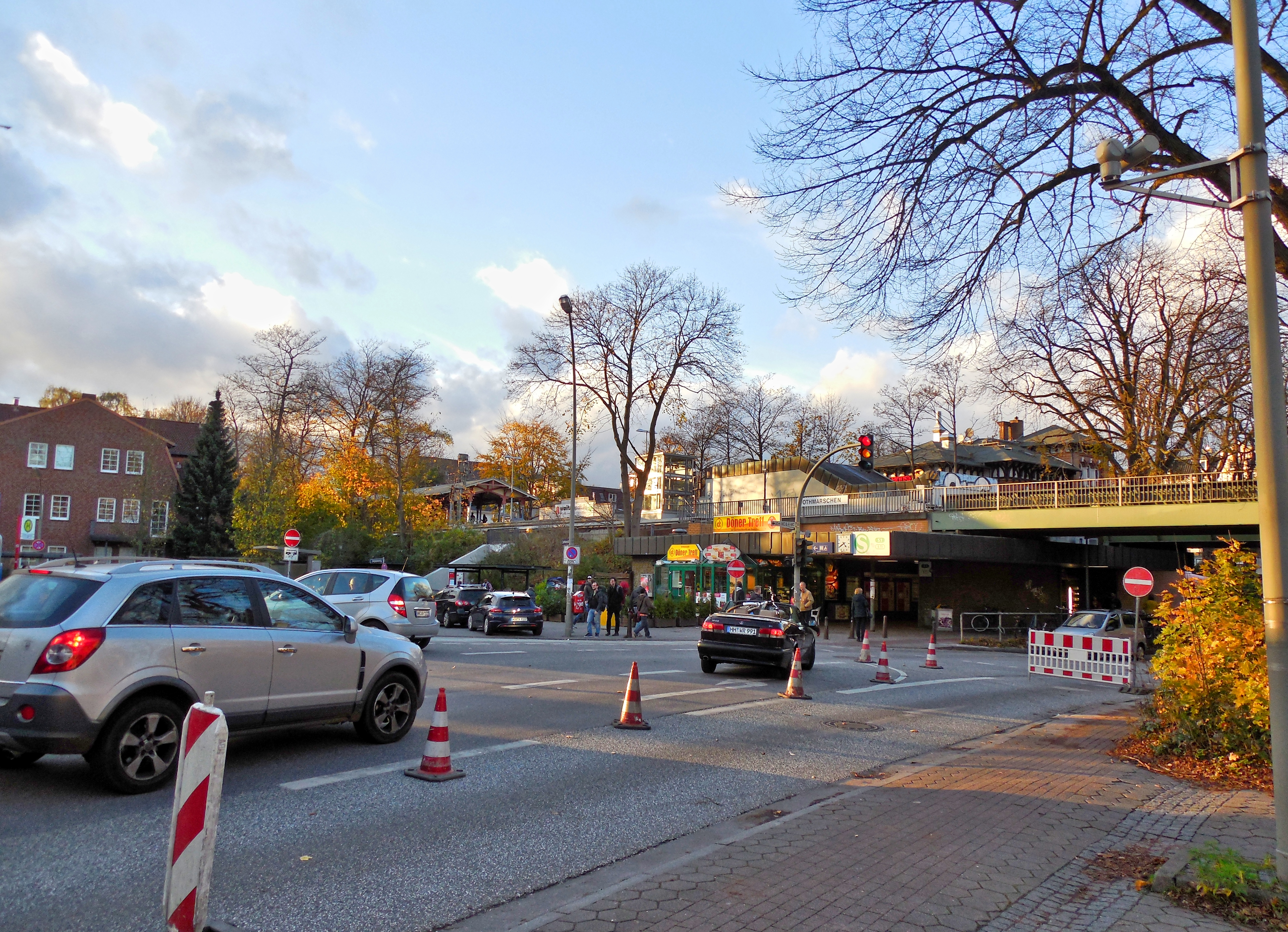
Zugang mit Aufzug am Statthalterplatz 2013

Der Bahnhof Hamburg-Othmarschen verfügt über einen Aufzug am Eingang Statthalterplatz sowie überdachte Fahrradstellplätze im Jeppweg. Auf dem Bahnsteig befindet sich außerdem ein DB ServiceStore welcher Montag bis Freitag von 06:00 bis 21:00 Uhr und Samstags von 06:00 bis 22:00 Uhr geöffnet hat.

## Geschichte
Der Bahnhof wurde am 1. August 1882 in Betrieb genommen, nachträglich zu den bereits an der 1867 eröffneten Altona-Blankeneser Eisenbahn gelegenen Stationen Klein Flottbek und Bahrenfeld. Der ursprüngliche Bahnhof befand sich etwas weiter westlich, etwa auf Höhe der heutigen Abstellanlage. 1897, bei der Höherlegung der Strecke, wurde der Bahnhof neu gebaut. Die verbliebenen Gebäude des Bahnhofs auf dem Bahnsteig und die Bahnsteigüberdachung, die bis 1897 erbaut wurden, wurden 2005 unter Denkmalschutz gestellt. Das ebenfalls im Mai 1897 eröffnete eigentliche Empfangsgebäude am Statthalterplatz wurde in den 1980er-Jahren abgerissen, etwa zeitgleich mit der Sanierung der Brücke über die Reventlowstraße und einem modernen Neubau der dortigen Zugangsanlage. Der Bahnhof Othmarschen trug ab 1902 die Bezeichnung Othmarschen-Groß Flottbeck, bevor er zum 1. April 1938 wieder in Othmarschen umbezeichnet wurde. Auf dem Bahnsteig befand sich früher im Gebäude des heutigen „Servicestores“ – wie auch in Hochkamp, Klein Flottbek und Bahrenfeld – eine kleine Bahnhofskneipe.
In den 2000er-Jahren wurde der Bahnhof grundlegend saniert. Das historische Bahnsteigdach wurde auf neue Fundamente gestellt, der Bahnsteig erneuert. Seit Juni 2009 wurde ein Aufzug ergänzt, für den ein kurzes Tunnelstück in den Bahndamm gebaut werden musste. Insgesamt wurden mindestens 2,2 Mio. Euro in die Sanierungsarbeiten, die sich aus verschiedenen Gründen verzögerten, investiert. Im Oktober 2010 wurde der Aufzug in Betrieb genommen. Restarbeiten folgten bis Januar 2011.

## Betrieb
| Linie | Verlauf |
| ----- | --- |
| S 1   | Wedel – Rissen – Sülldorf – Iserbrook – Blankenese – Hochkamp – Klein Flottbek – Othmarschen – Bahrenfeld – Ottensen – Altona – Königstraße – Reeperbahn – Landungsbrücken – Stadthausbrücke – Jungfernstieg – Hauptbahnhof – Berliner Tor – Landwehr – Hasselbrook – Wandsbeker Chaussee – Friedrichsberg – Barmbek – Alte Wöhr (Stadtpark) – Rübenkamp – Ohlsdorf \ Streckenast Poppenbüttel – Kornweg (Klein Borstel) – Hoheneichen – Wellingsbüttel – Poppenbüttel / Streckenast Flughafen – Hamburg Airport (Flughafen) |

| Linie | Verlauf |
| ----- | --- |
| 1     | S Rissen – Asklepios Westklinikum – S Sülldorf – S Blankenese – Elbe-Einkaufszentrum – Trabrennbahn Bahrenfeld – S Othmarschen – AK Altona – Bf. Altona                        |
| 15    | S Othmarschen – Bf. Altona – U Schlump – U Hallerstraße – Alsterchaussee |
| 115   | S Klein Flottbek – S Othmarschen – Altona – S Reeperbahn – S Holstenstraße – Eidelstedter Platz                                                                                |
| 186   | S Halstenbek – Schenefelder Platz – S Elbgaustraße – Elbe-Einkaufszentrum – S Othmarschen                                                                                      |
| 284   | U Niendorf Nord – IKEA Schnelsen – A Eidelstedt Zentrum – S Elbgaustraße – S Othmarschen – AK Altona                                                                           |
| 601   | S Wedel – S Sülldorf – S Blankenese – Elbe-Einkaufszentrum – Trabrennbahn Bahrenfeld – S Othmarschen – Bf. Altona – S Reeperbahn – U St. Pauli – U Rödingsmarkt – Rathausmarkt |

Bis zum Sommer 1982 fuhr hier auch die stark frequentierte Linie 184 (heute Metrobuslinie 21) zum Osdorfer Born ab, bevor deren Startpunkt zur neu erbauten Buskehre des benachbarten Bahnhofs Klein Flottbek verlegt wurde.